# Jack Stocks
Jack William Stocks o John William Stocks (Kingston upon Hull, 2 d'octubre de 1871 - Londres, 1949) va ser un ciclista anglès. Va començar a fer ciclisme el 1884. El 1888 va córrer la seva primera cursa. Va guanyar dues medalles, una d'elles d'or, als Campionats del món de mig fons. El 1899 va realitzar gairebé 700 quilòmetres en una cursa de 24 hores amb un tricicle del fabricant Ariel Motors. Després va abandonar la carrera esportiva i esdevenir el representant del fabricant d'automòbils francès De Dion-Bouton.

## Palmarès
- (1897):  Campió del món de mig fons